# Палау на летних Олимпийских играх 2004
Палау принимала участие в Летних Олимпийских играх 2004 года в Афинах (Греция) во второй раз за свою историю, но не завоевала ни одной медали. Сборную страны представляли четыре спортсмена, в том числе две женщины, принимавшие участие в соревнованиях по греко-римской борьбе, лёгкой атлетике и плаванию.

## Состав и результаты олимпийской сборной Палау

### Борьба
Спортсменов — 1
Мужчины
Греко-римская борьба
Сборную Палау на летних Олимпийских играх в соревнованиях по Греко-римской борьбе представлял многочисленный призёр чемпионатов Океании 38-летний Джон Тарконг (младший). На групповом этапе борец из Палау дважды проиграл с крупным счётом соперникам из Кыргызстана и Болгарии и выбыл из дальнейшей борьбы, заняв итоговое 20-е место.
| Соревнование | Спортсмены   | Групповой этап                  | Групповой этап               | 1/4 финала           | 1/2 финала           | Финал                | Место |
| Соревнование | Спортсмены   | Поединок 1                      | Поединок 2                   | 1/4 финала           | 1/2 финала           | Финал                | Место |
| Соревнование | Спортсмены   | Соперник Результат              | Соперник Результат           | Соперник Результат   | Соперник Результат   | Соперник Результат   | Место |
| ------------ | ------------ | ------------------------------- | ---------------------------- | -------------------- | -------------------- | -------------------- | ----- |
| до 96 кг     | Джон Тарконг | Геннадий Чхаидзе (KGZ) пор. 0:4 | Калоян Динчев (BUL) пор. 0:4 | Завершил выступление | Завершил выступление | Завершил выступление | 20    |

### Лёгкая атлетика
Спортсменов — 2
Мужчины
| Спортсмен     | Вид  | Забег     | Забег | Четвертьфинал | Четвертьфинал | Полуфинал | Полуфинал | Финал     | Финал     |
| Спортсмен     | Вид  | Результат | Место | Результат     | Место         | Результат | Место     | Результат | Место     |
| ------------- | ---- | --------- | ----- | ------------- | ------------- | --------- | --------- | --------- | --------- |
| Расселл Роман | 200м | 24,89     | 8     | Не прошёл     | Не прошёл     | Не прошёл | Не прошёл | Не прошёл | Не прошёл |

Женщины
| Спортсмен        | Вид  | Забег     | Забег | Четвертьфинал | Четвертьфинал | Полуфинал | Полуфинал | Финал     | Финал     |
| Спортсмен        | Вид  | Результат | Место | Результат     | Место         | Результат | Место     | Результат | Место     |
| ---------------- | ---- | --------- | ----- | ------------- | ------------- | --------- | --------- | --------- | --------- |
| Нгерак Флоренсио | 100м | 12,76     | 7     | Не прошла     | Не прошла     | Не прошла | Не прошла | Не прошла | Не прошла |

### Плавание
Спортсменов — 1
Женщины
| Спортсмен   | Вид                | Заплыв    | Заплыв | Полуфинал | Полуфинал | Финал     | Финал     |
| Спортсмен   | Вид                | Результат | Место  | Результат | Место     | Результат |           |
| ----------- | ------------------ | --------- | ------ | --------- | --------- | --------- | --------- |
| Эвелин Отто | 50 м вольный стиль | 33,04     | 70     | Не прошла | Не прошла | Не прошла | Не прошла |